# Dylan Olsen
Pour les articles homonymes, voir Olsen.
Dylan Olsen (né le 3 janvier 1991 à Salt Lake City, État de l'Utah aux États-Unis) est un joueur professionnel canadien de hockey sur glace. Il évolue au poste de défenseur.

## Carrière

### Carrière de joueur
En 2006, il débute dans la Ligue de hockey junior de l'Alberta avec les Kodiaks de Camrose. Les Kodiaks remportent les coupes Roger Wireless et Doyle en 2008. Lors du repêchage d'entrée dans la LNH 2009, il est acquis au premier tour, en 28e choix au total par les Blackhawks de Chicago.
Le 14 novembre 2013, il est échangé aux Panthers de la Floride avec Jimmy Hayes en échange de Kris Versteeg et de Philippe Lefebvre. Il marque son premier but dans la LNH et de même avec les Panthers aussi, le 5 décembre 2013.

### Carrière internationale
Il représente l'équipe du Canada en sélection jeune.

## Trophées et honneurs personnels
Ligue de hockey junior de l'Alberta
- 2009 : élu dans l'équipe d'étoiles de la division sud.

## Parenté dans le sport
Il est le fils de Darryl Olsen ancien joueur professionnel.

## Statistiques de carrière

### En club
| Saison     | Équipe                          | Ligue      |                   | Saison régulière  | Saison régulière  | Saison régulière  | Saison régulière  | Saison régulière  |                   | Séries éliminatoires | Séries éliminatoires | Séries éliminatoires | Séries éliminatoires | Séries éliminatoires |  |
| Saison     | Équipe                          | Ligue      | PJ                | B                 | A                 | Pts               | Pun               | PJ                | B                 | A                    | Pts                  | Pun                  |                      |                      |  |
| 2006-2007  | Kodiaks de Camrose              | LHJA       | 2                 | 1                 | 0                 | 1                 | 0                 | -                 | -                 | -                    | -                    | -                    |                      |                      |  |
| 2007-2008  | Kodiaks de Camrose              | LHJA       | 49                | 8                 | 16                | 24                | 45                | 16                | 1                 | 5                    | 6                    | 6                    |                      |                      |  |
| 2008-2009  | Kodiaks de Camrose              | LHJA       | 53                | 10                | 19                | 29                | 123               | 10                | 1                 | 6                    | 7                    | 12                   |                      |                      |  |
| 2009-2010  | Bulldogs de Minnesota-Duluth    | NCAA       | 36                | 1                 | 10                | 11                | 49                | -                 | -                 | -                    | -                    | -                    |                      |                      |  |
| 2010-2011  | Bulldogs de Minnesota-Duluth    | NCAA       | 17                | 1                 | 11                | 12                | 13                | -                 | -                 | -                    | -                    | -                    |                      |                      |  |
| 2010-2011  | IceHogs de Rockford             | LAH        | 42                | 0                 | 4                 | 4                 | 10                | -                 | -                 | -                    | -                    | -                    |                      |                      |  |
| 2011-2012  | IceHogs de Rockford             | LAH        | 44                | 4                 | 3                 | 7                 | 44                | -                 | -                 | -                    | -                    | -                    |                      |                      |  |
| 2011-2012  | Blackhawks de Chicago           | LNH        | 28                | 0                 | 1                 | 1                 | 6                 | 1                 | 0                 | 0                    | 0                    | 0                    |                      |                      |  |
| 2012-2013  | IceHogs de Rockford             | LAH        | 50                | 2                 | 9                 | 11                | 27                | -                 | -                 | -                    | -                    | -                    |                      |                      |  |
| 2013-2014  | IceHogs de Rockford             | LAH        | 16                | 0                 | 8                 | 8                 | 8                 | -                 | -                 | -                    | -                    | -                    |                      |                      |  |
| 2013-2014  | Rampage de San Antonio          | LAH        | 4                 | 1                 | 1                 | 2                 | 2                 | -                 | -                 | -                    | -                    | -                    |                      |                      |  |
| 2013-2014  | Panthers de la Floride          | LNH        | 44                | 3                 | 9                 | 12                | 8                 | -                 | -                 | -                    | -                    | -                    |                      |                      |  |
| 2014-2015  | Panthers de la Floride          | LNH        | 44                | 2                 | 6                 | 8                 | 20                | -                 | -                 | -                    | -                    | -                    |                      |                      |  |
| 2014-2015  | Rampage de San Antonio          | LAH        | 12                | 1                 | 2                 | 3                 | 22                | 2                 | 0                 | 1                    | 1                    | 2                    |                      |                      |  |
| 2015-2016  | Pirates de Portland             | LAH        | 47                | 5                 | 11                | 16                | 12                | 4                 | 0                 | 0                    | 0                    | 2                    |                      |                      |  |
| 2015-2016  | Panthers de la Floride          | LNH        | 8                 | 0                 | 1                 | 1                 | 2                 | -                 | -                 | -                    | -                    | -                    |                      |                      |  |
| 2017-2018  | Thunder de l'Adirondack         | ECHL       | 50                | 5                 | 18                | 23                | 14                | 17                | 1                 | 6                    | 7                    | 0                    |                      |                      |  |
| 2017-2018  | Devils de Binghamton            | LAH        | 7                 | 0                 | 1                 | 1                 | 8                 | -                 | -                 | -                    | -                    | -                    |                      |                      |  |
| 2018-2019  | Nottingham Panthers             | EIHL       | 46                | 8                 | 11                | 19                | 49                | -                 | -                 | -                    | -                    | -                    |                      |                      |  |
| 2019-2020  | HK Nitra                        | Extraliga  | 21                | 0                 | 2                 | 2                 | 22                | -                 | -                 | -                    | -                    | -                    |                      |                      |  |
| 2019-2020  | Stingrays de la Caroline du Sud | ECHL       | 9                 | 0                 | 1                 | 1                 | 0                 | -                 | -                 | -                    | -                    | -                    |                      |                      |  |
| 2019-2020  | Thunder de Wichita              | ECHL       | 4                 | 0                 | 3                 | 3                 | 0                 | -                 | -                 | -                    | -                    | -                    |                      |                      |  |
|            |                                 |            |                   |                   |                   |                   |                   |                   |                   |                      |                      |                      |                      |                      |  |
| 2021-2022  | Thunder de Wichita              | ECHL       | Saison en cours ? | Saison en cours ? | Saison en cours ? | Saison en cours ? | Saison en cours ? | Saison en cours ? | Saison en cours ? | Saison en cours ?    | Saison en cours ?    | Saison en cours ?    |                      |                      |  |
| Totaux LNH | Totaux LNH                      | Totaux LNH | 124               | 5                 | 17                | 22                | 36                | 1                 | 0                 | 0                    | 0                    | 0                    |                      |                      |  |

### En équipe nationale
| Année | Équipe     | Compétition                          |   | PJ | B | A | Pts | Pun               |  | Résultat |
| 2009  | Canada U18 | Championnat du monde moins de 18 ans | 6 | 2  | 2 | 4 | 14  | 4e place          |  |          |
| 2011  | Canada U20 | Championnat du monde junior          | 7 | 0  | 2 | 2 | 0   | Médaille d'argent |  |          |